# Ласточкин, Владимир Евгеньевич
Владимир Евгеньевич Ласточкин (1 апреля 1959, Свердловск, РСФСР, СССР — 25 декабря 1995, Гудермес, Чечня) — майор милиции, участник первой чеченской войны, Герой Российской Федерации (1996).

## Биография
Родился 1 апреля 1959 года в Свердловске (ныне — Екатеринбург). Дед — Герой Советского Союза Михаил Кырчанов (1907—1978).
В 1976 году окончил школу № 17 г. Свердловск.
В 1980 году окончил Свердловский педагогический институт и был призван на службу в Советскую Армию. После увольнения в запас поступил на службу в органы МВД СССР. Начал службу участковым инспектором ОВД Ленинского района Свердловска. С 1991 года командовал ОСпН «Россы» УИТУ, с 1993 года был заместителем начальника СОБРа при УВД Свердловской области. В 1994 году поступил на учёбу в Академию МВД России. С 1995 года Ласточкин был оперуполномоченным СОБРа ГУОП МВД России.
3 ноября 1995 года майор милиции Владимир Ласточкин уехал в Чечню в должности начальника штаба СОБР. За короткое время побывал во всех разбросанных по Чечне отрядах, устранил недостатки в обеспечении необходимым довольствием. Неоднократно попадал под обстрелы. Когда срок командировки Ласточкина подходил к концу, в бою за Гудермес погиб командир Свердловского СОБРа полковник милиции Леонид Валов. Его тело находилось в комендатуре Гудермеса, блокированной сепаратистами. Ласточкин решил, что не уедет домой, пока не вывезет тело Валова. 20 декабря 1995 года группа СОБРа и подразделения внутренних войск попытались прорвать оборону боевиков в Гудермесе. В бою Ласточкин выстрелом из подствольного гранатомёта уничтожил вражеский пулемётный расчёт, что позволило федеральным силам прорваться к комендатуре и начать эвакуацию раненых и вывоз тел убитых. Во время прорыва Ласточкин был ранен, но поля боя не покинул, продолжая вести бой. При эвакуации группа Ласточкина была атакована на окраине Гудермеса. Ласточкин был ранен осколком в голову и потерял сознание. Он был доставлен в госпиталь, но 25 декабря скончался от полученных ранений. Похоронен в Екатеринбурге на Сибирском кладбище.
Указом Президента Российской Федерации № 1123 от 1 августа 1996 года майор милиции Владимир Ласточкин посмертно был удостоен высокого звания Героя Российской Федерации.
Награждён орденом Мужества.

## Память
- В честь Героя России открыты мемориальные доски в Москве, Екатеринбурге, а также на здании общеобразовательной школы № 17 в Екатеринбурге.
- С 2011 года в Екатеринбурге проводят спортивный турнир по кобудо имени Владимира Ласточкина.
- 19 февраля 2021 года в Москве на ул. Садовая-Спасская, дом № 1/2 к7 была открыта мемориальная доска, посвященная В. Е. Ласточкину. Автор мемориальной доски скульптор Ольга Марьяновская.[2]